# Darla Hood
Darla Jean Hood (* 8. November 1931 in Leedey, Oklahoma; † 13. Juni 1979 in Hollywood, ursprünglich Dorla Kalifornien) war eine US-amerikanische Filmschauspielerin und Synchronsprecherin.

## Leben
Darla Hood wurde in Leedey geboren. Ihr Vater, James Claude Hood Jr., ein Bankier, und vor allem ihre Mutter Elizabeth Davner Hood förderten die musikalischen Talente ihrer Tochter mit Gesangs- und Tanzunterricht in Oklahoma City. 1935 wurde sie im Alter von vier Jahren in einem Hotel am New Yorker Times Square von einem Talentscout von Hal Roach entdeckt, der sie unter Vertrag nahm. Der Sieben-Jahre-Vertrag sicherte ihr ein Einkommen von 75 US-Dollar pro Woche zu. Ihre Schauspielkarriere begann sie als Darla in Die kleinen Strolche, in welcher sie nach dem Ausscheiden von Jean Darling die Leadinglady der Serie spielte. Sie hatte ebenfalls einen Auftritt im Laurel-und-Hardy-Film Das Mädel aus dem Böhmerwald als Adoptivtochter des Komikerduos.
1941, nach ihrem Ausscheiden bei Die kleinen Strolche, bekam sie weniger Rollenangebote. Sie arbeitete als Synchronsprecherin bei einigen Zeichentrickfilmen. 1959 wurde ihr die letzte Rolle in Das Biest, einem Thriller mit Vincent Price, als Hauptdarsteller angeboten. Danach trat sie noch in Werbespots und Film- und Fernsehproduktionen auf.
Hood war zweimal verheiratet. Ihre erste Ehe mit dem Versicherungsvertreter Robert W. Decker hielt zwei Jahre von 1955 bis 1957. Mit ihrem zweiten Ehemann, José Granson, dem Leiter eines Aufnahmestudios, den sie 1957 heiratete, hatte sie drei Kinder.
Hood starb im Alter von 47 Jahren an Herzversagen infolge einer Hepatitis, mit der sie sich bei einer Bluttransfusion im Rahmen einer Appendektomie infiziert hatte.

## Filmografie (Auswahl)
- 1935–1941: Die kleinen Strolche (Our Gang; 51 Kurzfilme, darunter Bored of Education)
- 1936: Das Mädel aus dem Böhmerwald (The Bohemian Girl)
- 1942: Born to Sing
- 1943: Happy Land
- 1956: Screen Directors Playhouse (Fernsehserie, Folge It’s a Most Unusual Day)
- 1957: Calypso-Fieber (Calypso Heat Wave)
- 1959: Das Biest (The Bat)
- 1965: Garibaa no uchû ryokô (Zeichentrickfilm, Sprechrolle)
- 1974: Easter Is (Fernsehfilm)
- 1979: The Little Rascals’ Christmas Special (Fernsehfilm, Sprechrolle)